# Ignacio Aguilar Colio
Ignacio Aguilar Colio ist ein ehemaliger mexikanischer Fußballspieler. Er spielte zunächst als Freizeitfußballer für die Mannschaft des in Zapopan ansässigen Instituto de Ciencias und wurde für die Saison 1952/53 vom Nachbarverein Deportivo Guadalajara unter Vertrag genommen. Für Chivas bestritt er drei Spiele in der höchsten mexikanischen Spielklasse. Weil er wegen seiner Kurzsichtigkeit erhebliche Sehschwierigkeiten bei Abendspielen mit Flutlicht hatte, beendete er bereits nach kurzer Zeit seine Laufbahn als Profifußballspieler.